# Elina Kononen
Pour les articles homonymes, voir Kononen.
Elina Kononen, née le 20 février 1986 à Iisalmi, est une joueuse  de squash représentant la Finlande. Elle atteint en juin 2019 la 160e place mondiale sur le circuit international, son meilleur classement,. Elle est championne de Finlande à quatre reprises entre 2010 et 2015.

## Palmarès

### Titres
- Championnats de Finlande : 4 titres (2010, 2013-2015)